# Hydroptila aldricki
Hydroptila aldricki är en nattsländeart som beskrevs av Bueno-soria 1984. Hydroptila aldricki ingår i släktet Hydroptila och familjen smånattsländor. Inga underarter finns listade i Catalogue of Life.